# Anthostomella longa
Anthostomella longa är en svampart som beskrevs av B.S. Lu, Dalisay & K.D. Hyde 2000. Anthostomella longa ingår i släktet Anthostomella och familjen kolkärnsvampar.   Inga underarter finns listade i Catalogue of Life.